# Rassemblement démocratique africain
Pour les articles homonymes, voir Rassemblement démocratique.
Le Rassemblement démocratique africain (RDA) est une ancienne fédération de partis politiques africains fondée à l’issue du Congrès de Bamako en 1946. Il fait partie des trois principaux partis fédéraux (avec le Parti du regroupement africain — PRA — et le Parti des fédéralistes africains — PFA) panafricains revendiquant la création d’une fédération des partis politiques d’Afrique au moment des indépendances.
Plusieurs partis politiques de l'Afrique, tel que l'UPC du Camerounais Ruben Um Nyobe, s'affilieront puis quitteront le RDA en raison de l’évolution de son idéologie.
Le RDA est resté dans les esprits la force politique la plus connue de la période des décolonisations des territoires français, en voulant incarner une nouvelle lutte pour l’indépendance en dehors des partis politiques français traditionnels. 

## Histoire du RDA

### La naissance du Rassemblement démocratique africain

Carte de l'Afrique-Occidentale française

Le Rassemblement démocratique africain est créé lors du Congrès de Bamako, du 18 au 21 octobre 1946.
C'est dans un contexte de volonté de la métropole coloniale française d'assimiler plus fortement encore les élites des territoires d'Outre-Mer, que les partis politiques africains se créent. Ils sont d'abord associés aux partis politiques français, comme la SFIO (prolongée au Sénégal par la Fédération du parti socialiste du Sénégal) ou le Parti communiste dont les Groupes d'études communistes devaient créer des partis ou mouvements anticolonialistes. Certains élus africains appellent à un rassemblement à Bamako en octobre 1946. Le ministre socialiste de la France d'Outre-Mer, Marius Moutet, fait pression sur les élus socialistes pour les empêcher de participer au Congrès. Les délégués de l'Afrique-Équatoriale française ne purent pas participer au Congrès. De plus, sur les conseils de leurs parrains français, les socialistes africains, Léopold Sédar Senghor et Lamine Guèye en tête, boycottent le congrès de Bamako, attitude que Senghor reconnaîtra, par la suite, comme « une erreur ». Malgré les difficultés, le congrès peut finalement se tenir à Bamako du 19 au 21 octobre 1946, sous la présidence de Félix Houphouët-Boigny, qui n'aurait pu s'y rendre sans l'avion affrété par le ministre communiste de l'Air Charles Tillon. Il aboutit à la création du Rassemblement démocratique africain, fédérant des partis politiques locaux sur la base de l'anticolonialisme. Cette fédération des partis politiques africains rassemble à ses débuts l'Union démocratique sénégalaise, l'Union soudanaise, l'Alliance pour la démocratie et la fédération de Haute-Volta.
L’aspiration première du RDA est de rassembler la plus large union de forces politiques africaines, au-delà des clivages politiques, religieux, et culturels. Ainsi, la circulaire du Comité de coordination du RDA, le 26 février 1947 en pose les préceptes : le RDA est « une réalité indépendante des conceptions philosophiques ou religieuses, des affinités ethniques, de la situation sociale ».
L'union des partis politiques africains par le RDA s'est ainsi constituée sur un programme minimum, pour la lutte contre la domination coloniale des africains. On retrouve dans la circulaire du comité de coordination du RDA, le discours équivoque de Félix Houphouët-Boigny : « La résolution exprime les idées fondamentales qui seront la base du Rassemblement : élaboration d'une politique qui reconnaisse et favorise le lieu, l'expression de l'originalité africaine en rejetant toutes les entraves d'une fausse assimilation. […] L'objectif essentiel du rassemblement est de réaliser à tous les échelons de l'organisation politique l'union que manifestent les africains. Sa tâche primordiale, dans la période actuelle, est donc l'union de toutes les forces anticolonialistes à l'intérieur de chaque territoire ».
Le deuxième congrès du RDA, prévu à Bobo-Dioulasso au  Burkina Faso, est interdit par le gouverneur Albert Mouragues. Il se tient finalement à Abidjan du 2 au 6 janvier 1949 en présence de centaines de délégués. Il y exprime sa solidarité avec les peuples du Vietnam (pendant la guerre d'Indochine) et de Madagascar (à la suite de la répression sanglante de l'insurrection de 1947). Le congrès adopte également des résolutions marquées à gauche concernant les questions économiques, exposant les problèmes ouvriers et paysans, ce qui conforte les soupçons de « communisme » de l'administration coloniale.

### Ligne politique: de l'alliance avec le PCF au soutien au gouvernement
Le RDA n'entend pas lors de sa fondation en 1946 s'appuyer sur une ligne idéologique bien définie, souhaitant plutôt rassembler les responsables politiques et syndicaux de l'Afrique coloniale française pour leur permettre de peser sur l'avenir de l'Union française. Il rassemble ainsi des organisations et personnalités de tendances différentes : des « modérés » souhaitant réformer le système colonial afin d'obtenir plus de droits pour les colonisés, des « communistes » qui défendent l'indépendance et de profondes réformes économiques et sociales, et des « nationalistes » qui militent pour l'indépendance sans pour autant rejoindre les idées marxistes.
Il est cependant proche à ses débuts du PCF, plus ouvert aux réformes que les autres partis, et de l'Union soviétique, qui critique la colonisation. Pour des raisons d'efficacité et tactiques, la totale indépendance du RDA aux partis politiques français, et son positionnement au-delà des clivages politiques ne peuvent être conservés (Félix-Houphouët Boigny entrera d'ailleurs en 1956 dans le gouvernement français). Le soutien du PCF au Rassemblement donne à la fédération des partis un poids important dans la politique française, et le groupe s'apparente en 1947 au groupe parlementaire du Parti communiste à l'Assemblée nationale.
Le RDA ne constitue pas pour autant un parti politique traditionnel, mais plus un cadre de coopération des élus socialistes et communistes africains, permettant une action unitaire en matière de revendication des droits des africains. Ses membres élus restent principalement représentants de leurs partis locaux, avec leur mode de fonctionnement propre. Ainsi, le Parti démocratique de Côte d'Ivoire (PDCI) est une des sections du RDA.

### Implication de Félix Houphouët-Boigny
Félix Houphouët-Boigny apparaît comme une figure de compromis et est pour cette raison choisi comme président du Rassemblement. Il n'est pas pour autant son chef unique. D'autres autorités morales le dépassent, comme Mamadou Konaté, fondateur du syndicat des instituteurs d'AOF en 1937, ou Gabriel Dadié, fondateur du syndicat agricole africain en Côte d'Ivoire en 1944. Un comité de coordination est censé représenter l'instance dirigeante du parti.
Houphouët-Boigny est reçu secrètement à l’Élysée par Vincent Auriol le 27 juillet 1950 et affirme son souhait de « collaborer » avec le gouvernement (il prononce le mot à six reprises au cours de l'entretien). Promettant de se séparer des communistes et de marginaliser les éléments les plus fermement anticolonialistes au sein du RDA, il demande en échange à l’État français de réduire la puissance des colons qui font fortune dans le café et le cacao, expliquant que le « gros commerce » constitue le principal problème des colonies d'Afrique. Le président français comprend que son interlocuteur, richissime planteur africain, entend monnayer son influence politique contre la défense de ses intérêts économiques. Houphouët-Boigny rencontre ensuite le chef du gouvernement René Pleven, et enfin François Mitterrand, ministre de la France d'Outre-mer, chargé de sceller le rapprochement. Il accepte de remettre à ce dernier la promesse écrite que le RDA respectera le cadre de l'Union française, renonçant par conséquent à revendiquer l'indépendance. En octobre, les parlementaires du RDA se retirent du groupe communiste ; en janvier 1952, le RDA rejoint le groupe UDSR (parti centriste auquel étaient notamment affiliés René Pleven et François Mitterrand), et appartient dès lors officiellement à la majorité gouvernementale.
Ce changement de ligne politique est accueilli avec scepticisme par beaucoup de militants, qui y voient cependant tout d'abord un simple « repli tactique ». Le vice-président du RDA, Gabriel d'Arboussier, dénonce finalement une « trahison ». Plusieurs formations affiliées au rassemblement partagent cette position : l'Union démocratique sénégalaise, l'Union des populations du Cameroun et l'AERDA, branche étudiante du RDA. Houphouët-Boigny voit sa position plus encore fragilisée par la lourde défaite du RDA aux élections législatives, massivement truquées, de 1951. Alors qu'il risque d’être évincé de la présidence du rassemblement, il parvient à manœuvrer habilement pour imposer sa ligne. Un rapport confidentiel des autorités françaises décrit un putsch du président du RDA contre son propre mouvement : « Pendant la période de mi-1950 à la mi-1951, le RDA fit entièrement volte-face pour devenir progressivement un parti pro-administratif. [...] [Houphouët] mena son jeu seul avec beaucoup de souplesse, de tergiversations, de roueries dignes de Machiavel, se gardant bien de convoquer soit le comité directeur, soit le congrès de son parti. » Le comité de coordination n'est convoqué qu'en 1955, après le départ des principaux opposants à cette nouvelle ligne (Gabriel d'Arboussier, Djibo Bakary, etc). À cette occasion, l'UPC du Cameroun et l'UDS du Sénégal sont officiellement exclues du RDA.
Cependant, les répressions contre le Rassemblement dans les années 1949-1950 entraîne le renouveau de l'intérêt des intellectuels, avocats africains pour le parti fédéraliste. En Côte d'Ivoire, les autorités coloniales s’emploient à favoriser les dissensions internes à l'aide d'agents provocateurs et font incarcérer en masse les militants du parti, générant une montée des tensions. Durant toute l'année 1949, les grèves, les manifestations et les affrontements se multiplient, faisant officiellement une cinquantaine de morts et plus de 3 000 arrestations. En janvier 1950, la plupart des cadres sont arrêtés ; l'un d'eux, le sénateur Victor Biaka Boda, est même décapité. En février 1950, les autorités interdisent toute réunion du RDA. Certains responsables français, comme le Haut-Commissaire en AOF Paul Béchard, se prononcent pour une interdiction du parti. La décennie 1950 est le moment d'effervescence du parti, qui est à l'origine d'un grand élargissement de son audience. Dans ce contexte, en 1957 est créée l'Union générale des travailleurs de l'Afrique noire instiguée par le RDA. Il remporte de nombreuses victoires électorales entre 1956 et 1957.

### Le RDA et les indépendances: l'éclatement
Dans les années 1960, les territoires d'outre-mer d'Afrique occidentale et équatoriale françaises deviennent des États indépendants. Les différents chefs d'État africains peinent à s'entendre quant à l'application des préceptes de fédéralisme prôné par le RDA. Si des unions de type fédéral se mettent en place, comme la Fédération du Mali — regroupant le Sénégal et le Soudan français, actuel Mali —, elles ne s'inscrivent pas dans la durée et les divergences politiques des leaders des indépendances se posent en obstacles de taille. D'autre part, Félix Houphouët-Boigny s'emploie à neutraliser politiquement les dirigeants les plus nationalistes du RDA et à les remplacer par d'autres, mieux disposés à l'égard des intérêts du gouvernement français.
Autre obstacle à la concrétisation des desseins du Rassemblement, l'inégale présence des sections du RDA en Afrique est majeure. Le mouvement s'est pour l'essentiel focalisé sur les territoires des ex-colonies françaises, rendant difficile une union large des États africains. De plus, le cœur des territoires du RDA est, de fait, l'ancienne AOF, laissant souvent les territoires d'Afrique équatoriale de côté.
Ces difficultés n'ont toutefois pas été considérées comme un échec du RDA. Au contraire, l'absence de mouvement fédéraliste large et de longue durée en Afrique a posé sur le RDA une image mythique d'un parti se voulant incarner un idéal africain d'indépendance, et d'exemplarité politique. Aujourd'hui, le RDA incarne encore l'idéal-type du panafricanisme et de l'anticolonialisme.

## Composition du parti

### Les partis composant le RDA
| Pays            | Parti politique |
| --------------- | --- |
| Côte d'Ivoire   | Parti démocratique de Côte d'Ivoire                                                                                    |
| Haute-Volta     | Parti démocratique voltaïque, puis en 1957 Union démocratique voltaïque, devenu le Rassemblement démocratique africain |
| Soudan français | Union soudanaise |
| Cameroun        | Union des populations du Cameroun (jusqu'en 1951)                                                                      |
| Sénégal         | Union démocratique sénégalaise (exclu en 1955)                                                                         |
| Guinée          | Parti démocratique de Guinée (exclu le 9 octobre 1958 après sa décision de rejeter la Communauté française.)           |
| Niger           | Parti progressiste nigérien                                                                                            |
| Tchad           | Parti progressiste tchadien                                                                                            |
| Moyen-Congo     | Parti progressiste congolais, remplacé en 1958 par l'Union démocratique de défense des intérêts africains              |
| Gabon           | Comité mixte gabonais, puis en 1954 Bloc démocratique gabonais                                                         |

### Les personnalités fondatrices du RDA
- Félix Houphouët-Boigny
- Gabriel d'Arboussier
- Modibo Keïta
- Fily Dabo Sissoko
- Doudou Guèye
- Jean Félix-Tchicaya
- Joseph Félix Corréa du Sénégal
- Sourou Migan Apity
- Yacine Diallo
- Ahmed Sékou Touré